# Сменцино
Сменцино (пол. Smęcino, нім. Schmenzin) — село в Польщі, у гміні Тихово Білоґардського повіту Західнопоморського воєводства.
У 1975-1998 роках село належало до Кошалінського воєводства.

## Примітки

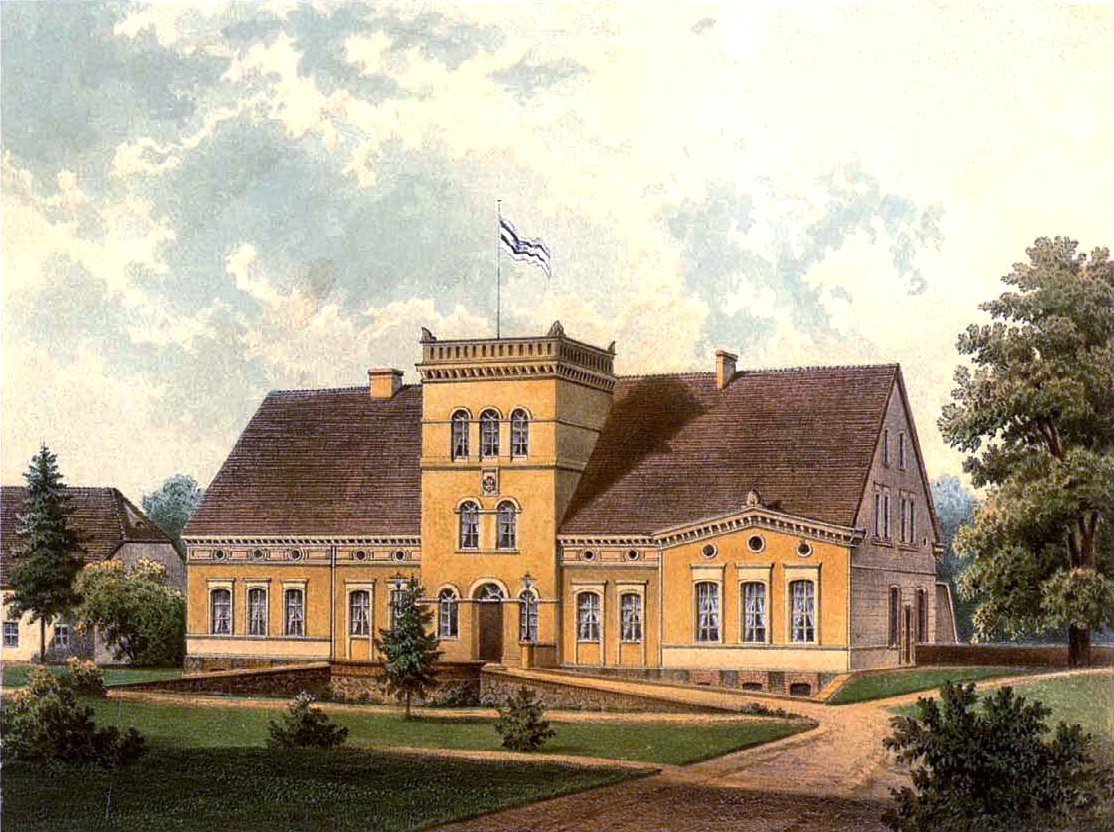
Palace Schmenzin, around 1860, Edition by Alexander Duncker